# うれしのライナー号
うれしのライナー号（うれしのライナーごう）とは、かつて佐賀県唐津市と佐賀県嬉野市を結んで運行されていた高速バスである。

## 路線概説
高速バス路線開設ブームの中、JR九州ではバス部門の強化のために高速バス運行にいくつか参入していた。この路線は、地域内高速バスとして1989年に開設された路線である。
当初から乗車率は不振が続いた。嬉野温泉駅～嬉野インター以外にクローズドドアシステムは導入されていなかったため、区間利用者が多かったようである。また、高速道路を経由する区間が短く、全行程の半分以上が一般道経由だったため、60km弱の区間に所要時間は1時間以上かかっていた。その一方、車両はWC付3列シート車で、ハイデッカーながら長距離高速バスと比較して遜色ないものであった。
これといった利用促進策は行なわれず、1991年に減便・廃止という運命をたどってしまった。この区間における需要の根拠も当初より定かではなく、高速バス路線開設ブームに流される形で開設されてしまったという印象は否めない。

## 歴史
- 1989年　6往復で運行開始。高速道路走行区間は多久IC～武雄北方IC。
- 1990年　長崎自動車道大村IC～武雄北方IC開通に伴い、3往復を高速道路利用区間を多久IC～嬉野ICとした直行便に変更。
- 1991年3月　減便。直行便1往復・武雄温泉経由2往復となる。
- 1991年7月　運行廃止。

### 運行会社
- 九州旅客鉄道（当時）
- 昭和自動車

### 経路
直行便
唐津駅～唐津大手口バスセンター～栄町東～和多田駅前～相知町役場～多久バスセンター～（多久IC）～（長崎自動車道）～武雄北方インター～高速川登～嬉野インター～嬉野温泉駅
武雄温泉経由
唐津駅前～唐津バスセンター～栄町東～和多田駅前～相知町役場～多久バスセンター～（多久IC）～（長崎自動車道）～（武雄北方IC）～武雄温泉～御船山楽園～嬉野温泉駅

## 使用車両
両社とも2-1列の3列シートWC付ハイデッカー車（いすゞ・スーパークルーザー）を使用していた。廃止後は他路線に転用されている。